# Confédération française démocratique du travail

Logo der CFDT

Die Confédération française démocratique du travail (CFDT) (Französischer Demokratischer Gewerkschaftsbund) ist mit etwa 800.000 Mitgliedern der größte Gewerkschaftsbund Frankreichs.
Gegründet wurde die CFDT 1964, als die Mitglieder des christlichen Gewerkschaftsbunds Confédération française des travailleurs chrétiens (CFTC) sich mehrheitlich für eine Säkularisierung und die Umbenennung zur CFDT entschieden. Die CFDT wandte sich von nun an sozialistischen Ideen zu. Etwa ein Zehntel ihrer Mitglieder verließ allerdings in der Folge den Verband und gründete die CFTC wieder neu.
In ihren frühen Jahren stand die CFDT politisch vor allem dem Parti socialiste unifié (PSU) nahe und vertrat einen „Sozialismus der Selbstverwaltung“ („socialisme autogestionnaire“), ab 1974 dann dem „moderneren“ Flügel des Parti socialiste (PS). Inzwischen ist die CFDT politisch weitgehend ungebunden und unterstützte beispielsweise 1995 den konservativen Premierminister Alain Juppé bei der Durchsetzung heftig umstrittener Sozialstaatsreformen.
Konkurrierende Organisationen sind vor allem die Confédération générale du travail (CGT) und die Force ouvrière (FO).
Amtierende Generalsekretärin ist Marylise Léon, die ihr Amt im Juni 2023 von Laurent Berger übernahm, der von 2012 bis 2023 an der Spitze der CFDT gestanden war.
Die CFDT ist Mitglied des  Internationalen Gewerkschaftsbundes (IGB) und des  Europäischen Gewerkschaftsbundes (EGB). In der Mitgliederliste des IGB wird die Mitgliedschaft mit 861.146 angegeben (Stand: November 2017).

## Einzelbelege
1. ↑  National Trade Union Confederations (list of member organisations). European Trade Union Confederation (ETUC), abgerufen am 6. Juli 2018 (englisch).
2. ↑  List of Affiliated Organisations. (pdf, 2,2 MB) Internationaler Gewerkschaftsbund, 6. Februar 2018, S. 3, abgerufen am 6. Juli 2018 (englisch, Stand: November 2017).